# Calle de Muntaner
La calle de Muntaner tiene una longitud aproximada de 4 kilómetros y atraviesa los distritos barceloneses de Sarriá-San Gervasio, Gracia y el Ensanche. Es de sentido único, dirección a la Ronda de San Antonio. En todo su recorrido, dispone de carril bus. Esta calle, está dedicada a Ramón Muntaner (Perelada, Alto Ampurdán 1265-Ibiza 1336) que era cronista medieval.